# Arte dei Correggiai
L'Arte dei Correggiai, detta anche dei Correggiai, Tavolacciai e Scudai, è stata una delle Arti Minori delle corporazioni di arti e mestieri di Firenze.

## Storia
Una prima traccia della corporazione si ha nel 1305 quando gli scudai chiesero e ottennero il diritto di eleggere ogni tre anni un loro gonfaloniere all'interno della corporazione che raccoglieva altri mestieri legati all'arte della cavalleria. Nel 1379 ai fabbricanti di cinghie, selle e scudi si aggiunsero gli ottonai, provenienti dall'Arte di Por Santa Maria, in quanto fabbricanti di fibbie e altri accessori in ottone e bronzo necessari alla guarnizione.
La prima sede dell'Arte fu la chiesa di Sant'Andrea in Mercato Vecchio, come si legge negli statuti del 1338-1345; in seguito ebbe una propria residenza in via Lambertesca, di cui resta ancora oggi il portale con gli stemmi.
I sellai fiorentini erano così famosi che nel 1328 il duca Carlo di Calabria ordinò loro la dotazione dei cavalieri al suo seguito.

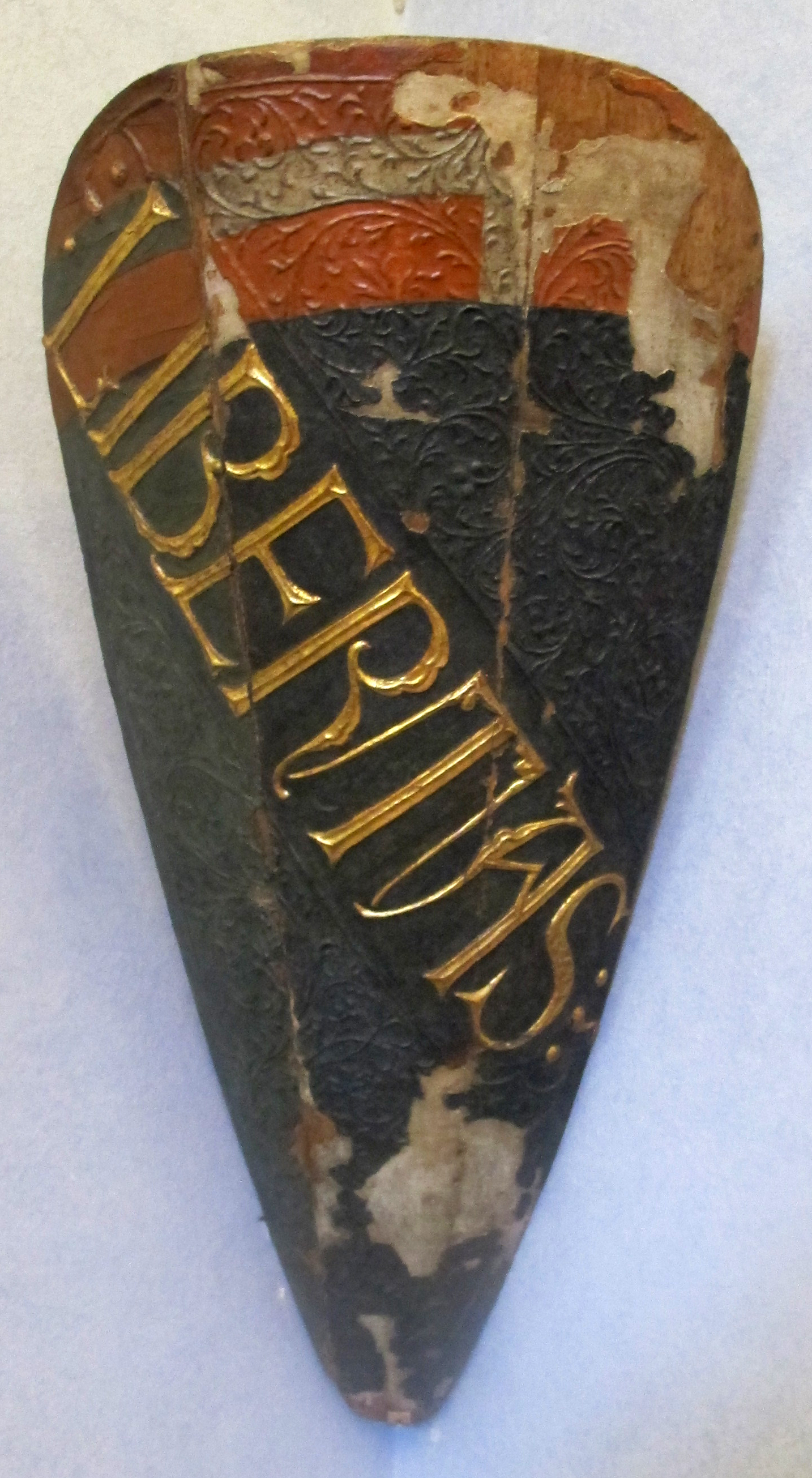
Uno scudo di produzione fiorentina con le insegne dei Priori di Libertà, decorato a pastiglia di gesso e con lettere dorate, 1390 ca., Museo Bardini

Il duca Alessandro I dei Medici nel 1534 decise di riformarne gli statuti, riducendole a semplici associazioni di mestiere, senza più alcuna rilevanza sul piano politico. L'"Università dei Maestri di Cuoiame" riunì gli appartenenti alle Arti dei Calzolai, Galigai e Correggiai.  Era governata da sei consoli ed ebbe per protettrice la santissima Trinità; l'insegna adottata fu lo stemma bianco e nero già usato dai Cuoiai; nel 1561 venne annessa anche l'Arte Maggiore dei Vaiai e Pellicciai, per cui l'università assunse la denominazione di "Università dei Vaiai e Cuoiai"; la prima sede venne stabilita in via Lambertesca e nel 1562 fu spostata in via delle Terme.
Nel 1770 Pietro Leopoldo soppresse tutte le Arti istituendo la Camera di Commercio.

## Organizzazione interna

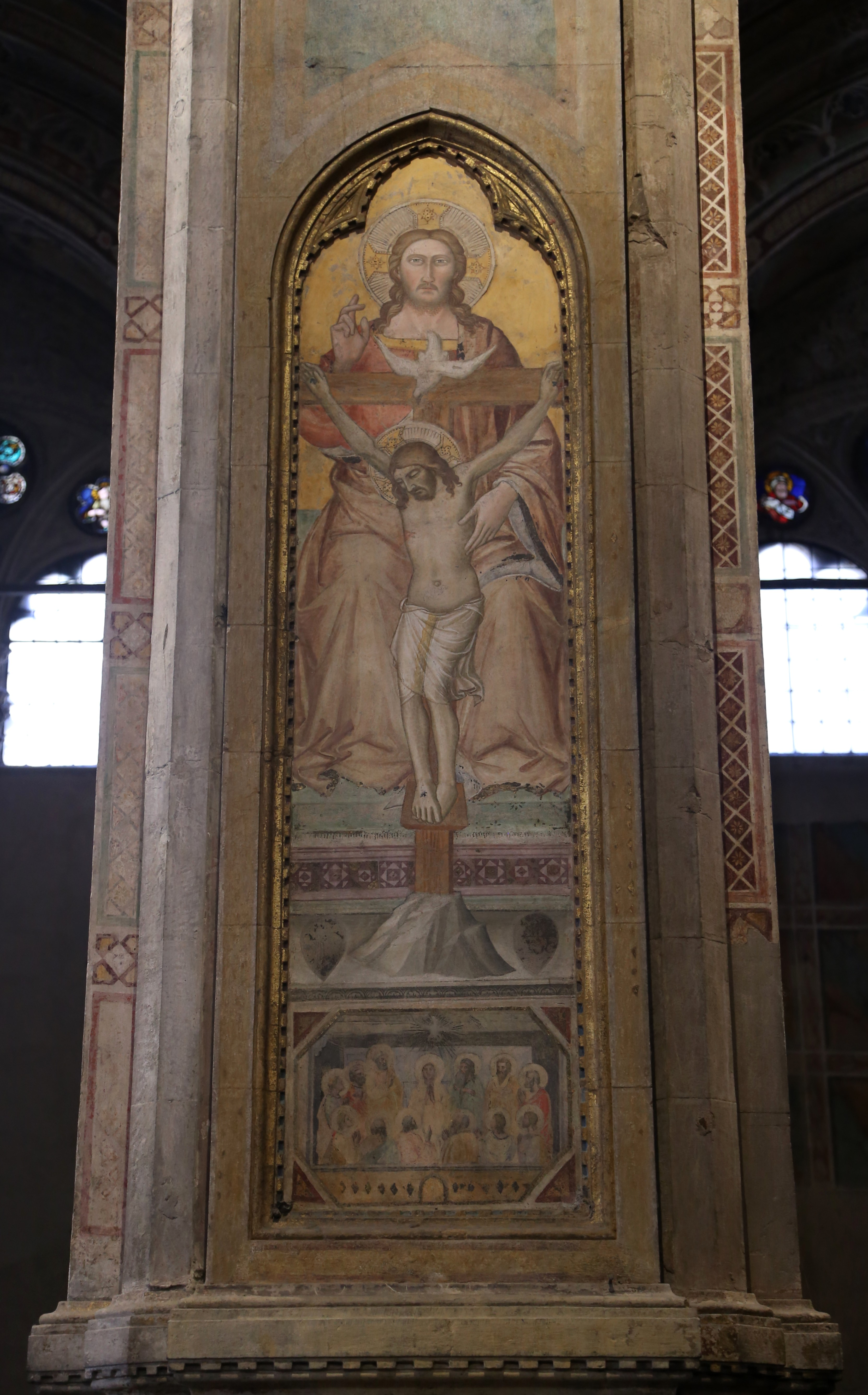
Trinità di Niccolò Gerini, Orsanmichele

L'Arte era composta da tre gruppi principali: cinturai, sellai e scudai. Ciascuno di questi eleggeva un console, che governava in comunione con gli altri per tre mesi.
Le botteghe dei membri dell'arte erano sparse per la città. In particolare un tratto di via dei Calzaiuoli si chiamò via dei Brigliai perché vi si concentravano le botteghe dei produttori di briglie, redini e frustini, mentre i cinturai si trovavano soprattutto presso Santo Stefano al Ponte e i borsai tra ponte Vecchio e ponte di Rubaconte; scudai e tavolacciai (i tavolacci erano gli scudi più rudimentali) si trovavano invece soprattutto attorno a borgo San Lorenzo, zona frequentatissima da soldati e armigeri per la presenza anche delle botteghe di spadai e corazzai.

### I correggiai
Le cinture (corregge) non erano comunque solo quelle a uso di militari e cavalieri (per appendere lo stocco o la spada), ma anche indispensabili per l'abbigliamento comune, poiché reggevano gli abiti tipicamente lunghi e larghi e vi venivano appese le borse e le scarselle. Le cinture femminili erano chiamate "zone" e spesso rivestite di seta o velluto, se non di placche smaltate o niellate negli esemplari più lussuosi.

### I sellai
I sellai producevano vari tipi di selle, da quelle per i muli e quelle d'arcione per i cavalieri in guerra, o quelle dei palafreni, per i viaggi e la caccia. I sellai producevano anche alcune parti dell'armatura, come i bracciali e gli schinieri in cuoio "cotto" per la difesa rispettivamente di braccia e gambe.  Il cuoio cotto era stato inventato in Francia, e consisteva in una lavorazione del cuoi bagnato di cera calda, messo nelle forme e poi cotto nella sabbia molto calda, diventando più rigido e resistente.
I sellai producevano anche le faretre e i turcassi per le frecce di archi e balestre, i crocchi (cinture per caricare le balestre), collarini da soldato e collari da cani, sia per la guerra che per la caccia.

### Scudai e tavolacciai
Scudai e tavolacciai producevano scudi in tutte le forme e dimensioni, da fante o da cavaliere, adatti per la guerra o per le giostre, da battaglia o da parata. La base era sempre un legno resistente, come l'olivo o il faggio, con le assi saldamente assemblate con incastri e colla a caldo; lo scudo veniva poi ricoperto da una pelle dura, magari d'asino, su entrambi i lati, doppia sul lato esterno, fissata oltre che dalla colla da borchie e bullette (chiodi). Sul retro veniva attaccato il passante per l'avambraccio e una maniglia, solitamente in cuoio imbottito, e una cinghia aiutava a sostenere con le spalle lo scudo. Lo scudo veniva poi dipinto (di solito a tempera su una base di colla e gesso) con insegne araldiche della famiglia, della città o dello schieramento. Gli esemplari più pregevoli avevano parti a rilievo (in pastiglia), dorature e argentature.
Tra gli scudi più usati in guerra nel medioevo c'era il pavese, lungo rettangolo smussato, che poteva difendere dalle balestre; con la graduale diffusione delle armature in metallo lo scudo si rimpicciolì o restò come segno di riconoscimento o da parata; nel XVI secolo si era diffusa la rotella, di forma circolare, ma dalla seconda metà del secolo l'impiego delle armi da fuoco rese lo scudo obsoleto.

## Patronati
La corporazione scelse come proprio protettore sant'Andrea perché si riunì inizialmente nella chiesa di Sant'Andrea, poi dal 1331 la Santissima Trinità, forse per la composizione "trina" della stessa corporazione, che veniva festeggiata la prima domenica dopo la Pentecoste.  L'arte non possedeva una nicchia esterna in Orsanmichele, ma partecipò alla decorazione dei pilastri interni con un affresco della Trinità riferibile a Niccolò Gerini.